# Graveworm
Graveworm – zespół muzyczny wykonujący melodyczną odmianę muzyki black metalowej i elementy gothic metalu. Podkładem dla gitar i perkusji jest symfoniczna melodia. Śpiew charakteryzuje się bardzo rytmicznym wykonaniem. Grupa powstała w roku 1997.

## Historia
Graveworm powstał w 1997 roku, w tym samym roku wydał swój pierwszy winyl Eternal Winds. Podczas wspólnej trasy koncertowej z zespołami Crematory, Therion oraz Lake of Tears, Graveworm wypromował album When Daylight's Gone.
W 1998 powstał winyl Underneath the Crescent Moon. Zespół wystąpił także na festiwalu Wacken Open Air z zespołami takimi jak Children of Bodom, Cradle of Filth i Vader.
Drugi album As the Angels Reach the Beauty został skończony w 1999 roku, zaraz po nim zespół wyruszył w trasę z Agathodaimon. Kolejnym albumem był Scourge of Malice wydany w 2001. W roku kolejnym zmienił się skład zespołu odszedł Didi Schraffel (bas) oraz Harry Klenk (gitara elektryczna), natomiast nowym członkiem stał się Eric Treffel, jednakże i on odszedł, a na jego miejscu pojawił się Eric Righi.
Razem z nowym gitarzystą powstało Engraved in Black ukończony w 2003. Po wydaniu tego albumu odszedł Stefan Unterpertinger, a Lukas Flarer go zastąpił. Natomiast Harry Klenk powrócił do zespołu.
W 2004 Graveworm zagrał na trasie X-Mass Festival z Destruction, Kataklysm oraz wieloma innymi. Martin Innerbichler (perkusja) zrobił przerwę na studia, na jego miejsce przyszedł Moritz Neuner.
Lukas Flarer opuścił zespół z przyczyn osobistych, zastąpił go Orgler „Stirz” Thomas.
W roku 2006 Graveworm ruszył w trasę z zespołami Kataklysm, Destruction, The Absence oraz Vader.

## Muzycy
Obecny skład zespołu
- Stefan Fiori – wokal (1997-dziś)
- Sabine Mair – klawisze (1997-dziś)
- Martin Innerbichler – perkusja (1997-dziś)
- Harry Klenk – gitara (1997-dziś)
- Eric Righi – gitara basowa (2001-dziś)
- Orgler Thomas – gitara (2005-dziś)

Byli członkowie zespołu
- Lukas Flarer – gitara (2003-2005)
- Stefan Unterpertinger – gitara (1997-2003)
- Didi Schraffel – gitara basowa (1997-2001)
- Eric Treffel – gitara (2001)

## Dyskografia
Albumy studyjne
- When Daylight's Gone (1997, Serenades Records)
- As The Angels Reach The Beauty (1999, Last Episode)
- Scourge of Malice (2001, Last Episode)
- Engraved In Black (2003, Nuclear Blast)
- (N)utopia (2005, Nuclear Blast)
- Collateral Defect (2007, Nuclear Blast)
- Diabolical Figures (2009, Nuclear Blast)
- Fragments of Death (2011, Nuclear Blast)
- Ascending Hate (2015, Nuclear Blast)

Inne wydania
- Demo 97 (1997, Serenades Records)
- Eternal Winds(EP) (1997, Serenades Records)
- Underneath The Crescent Moon (MCD) (1998, Serenades Records)
- Awaiting The Shining (Video) (1998, Serenades Records)